# Università degli Studi di Sassari
L'Università degli Studi di Sassari (UniSS) è una università statale italiana.
È il 1562 l’anno che segna l’inizio delle prime lezioni dello Studio Generale gesuitico a Sassari: da quel momento, in pochi decenni lo Studio si espanse e acquisì la nomina di Università regia sarda nel 1617, per volere di Filippo III, dietro insistenza dei gesuiti, della Municipalità e dell'arcivescovo Antonio Canopolo.

## Storia

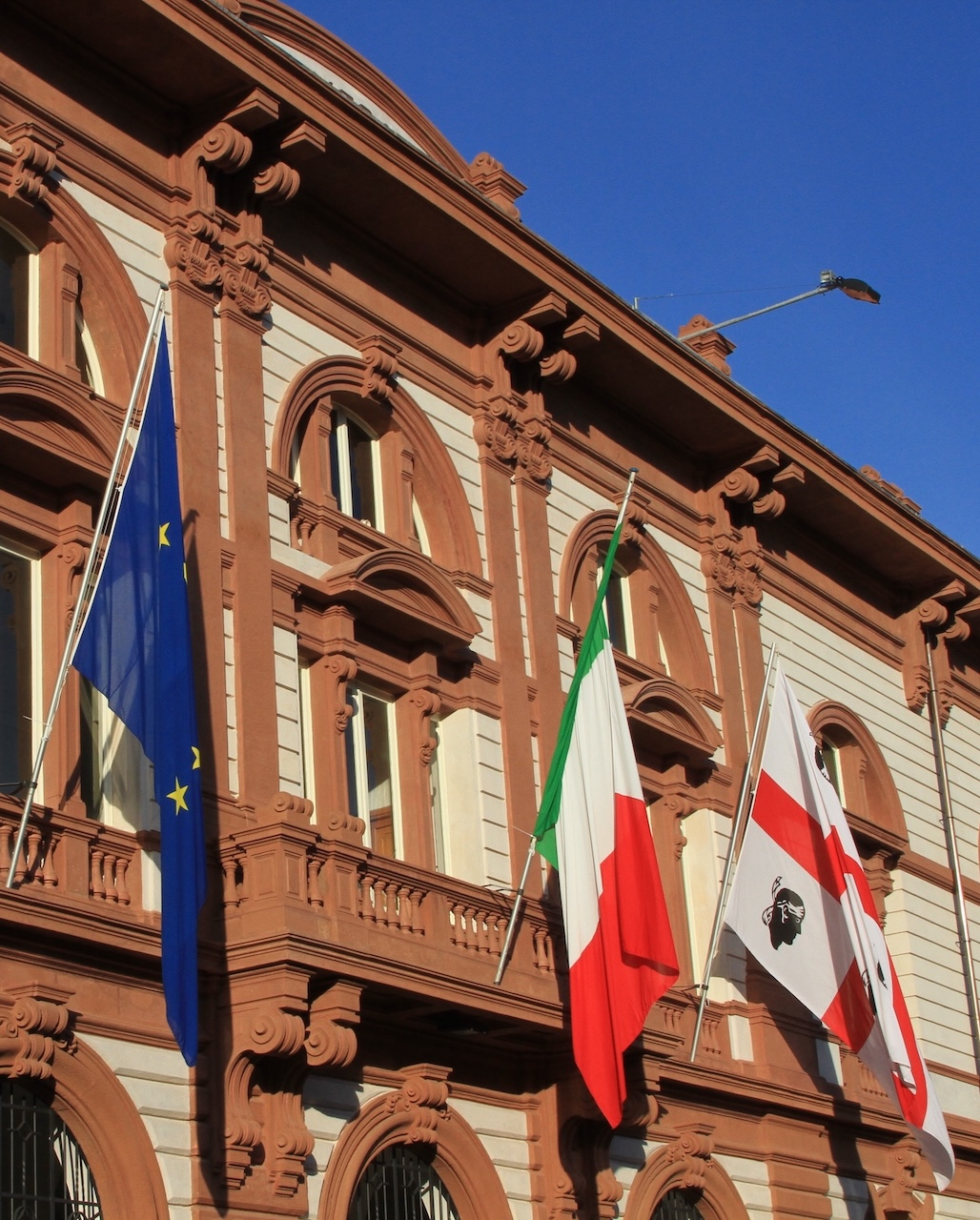
Rettorato

La nascita dell'Ateneo è legata alla figura di Alessio Fontana, che nel 1558 lasciò i suoi beni alla municipalità per l'istituzione di un collegio di studi affidato alla Compagnia di Gesù, i cui corsi presero avvio nel 1562. Nel 1612 una bolla pontificia accordò ai gesuiti il conferimento dei gradi accademici in filosoﬁa e teologia, mentre il 9 febbraio 1617, re Filippo III concesse, soltanto per le facoltà filosoﬁa e teologia, lo statuto di università di diritto regio. Un secondo fondatore fu Antonio Canopolo, che dotò l'Ateneo di nuove aule, della maestosa Aula Magna e di numerose elargizioni in denaro. Il suo stemma è ancora visibile nell'atrio d'ingresso.
Un passo successivo avvenne nel 1632, allorquando una carta reale permise di concedere i gradi in diritto e medicina; l'ateneo fu, infine, restaurato nel 1765 in ottemperanza alle riforme volute dal governo sabaudo. Nel 1765 fu anche approvato un regolamento interno con il riconoscimento di quattro facoltà: Filosofia ed Arti, Teologia, Giurisprudenza e Medicina; con uno scambio culturale vennero trapiantati docenti piemontesi avviando l'ateneo sassarese verso una cultura europea e ampliando la ricerca scientifica.
La "restaurazione" del governo sabaudo, avviò la ricerca dei problemi della Sardegna, valorizzando le potenzialità culturali ed economiche dell'isola.
Nel 1877 l'ateneo sassarese venne parificato a quelle secondarie, aprendo così un nuovo ciclo di rinnovamento.
Verso gli inizi del Novecento l'ateneo conobbe un nuovo fermento culturale, con l'introduzione della cultura positivistica nel campo della medicina, delle scienze e del diritto.
Nel primo triennio del Novecento, grazie all'attuazione del "sistema universitario nazionale", furono istituite le nuove facoltà di Farmacia e Medicina Veterinaria e, nel 1950, la facoltà di Agraria pone le basi per una rinascita economica e sociale della Sardegna, infatti all’interno di esse vennero elaborate le linee guida per la riforma agraria attuata dalla Regione autonoma della Sardegna.

## Palazzo dell'Università
La sede centrale dell'Università è lo storico Palazzo dell'Università, che ospita anche la Biblioteca storica. Il palazzo fu fondato nel 1611 come sede dello Studio generale dei Gesuiti e ha mantenuto alcune caratteristiche dell'edificio originale anche dopo numerose ristrutturazioni. Dopo l'espansione moderna dell'Università è usato anche come sede di rappresentanza.

### Storia
I padri della compagnia di Gesù iniziarono i lavori per una sede del loro Studio generale nel 1611. Il progetto fu affidato a Fernando Ponce e per la costruzione fu scelta, vicino alle mura nella zona meridionale della città, un'area occupata da strutture di poco valore: una discarica, una fabbrica di laterizi e una quindicina di case.
Nello stesso anno, avuto l’assenso da Roma, si dette il via ai lavori. Nel 1618 furono completate alcune aule finanziate dal vescovo Canopolo e si iniziò la sopraelevazione dell’edificio. Nel 1625 iniziò la costruzione della cappella, in seguito distrutta, annessa al collegio e dedicata a san Giuseppe. Nel 1634 si intraprese la creazione delle stanze di abitazione dei padri. Nel 1636 buona parte delle stanze era agibile, compresa l’ampia biblioteca, e il completamento della struttura avvenne nel 1643.
L'aspetto dell'edificio originario non può essere ricostruito completamente, ma includeva i due cortili che sono stati mantenuti anche in seguito: uno, successivamente dotato di portico, dedicato agli studenti e interno al primo corpo destinato alle aule; e un altro, rimasto senza portico, confinante con la chiesa e con gli appartamenti dei gesuiti.
Il lato verso i giardini ha probabilmente mantenuto la struttura originale, con due distinti corpi di fabbrica che richiamano per vari aspetti altre strutture realizzate da architetti appartenenti all'ordine dei gesuiti.
Nel lato verso la piazza la facciata originaria, in seguito profondamente trasformata, presentava due corpi laterali avanzati e delimitati da contrafforti ai due lati della stretta facciata centrale. Quest'ultima era divisa in fasce da due sottili cornici, con tre ingressi quadrangolari di cui il più importante era quello centrale. Erano presenti inoltre tre finestre quadrangolari contornate per ordine e un timpano superiore con finestra centrale quadrata, secondo uno schema comune nei conventi spagnoli del periodo.
Nel 1765, diversi decenni dopo l'assegnazione del Regno di Sardegna alla dinastia dei Savoia, il ministro sabaudo per gli Affari della Sardegna Giovanni Battista Bogino chiese alla municipalità sassarese di ristrutturare l'edificio come parte di un programma complessivo di trasformazione dell'istruzione superiore. I lavori cominciarono nel luglio dello stesso anno col diretto controllo dell’arcivescovo Viancini, designato cancelliere dell’università dal 1765 al 1772. Tuttavia, in pratica i lavori si limitarono al restauro delle cinque aule rivolte alla piazza e alla costruzione di un portico coperto che consentisse agli studenti di ripararsi dalla pioggia.
Nel 1785, su progetto dell’ingegnere Marciot, e tra il 1829 e il 1930, su progetto dell’architetto regio Giuseppe Cominotti, si lavorò all’ampliamento della biblioteca. Solo nel 1872 però la biblioteca ottenne la cessione del braccio superiore dell’edificio verso mezzogiorno, con tre cameroni nei quali fu realizzata la nuova sede della biblioteca arricchita da stucchi e ornati con le insegne reali, municipali della provincia e le effigi di uomini illustri di Sardegna.
Nel 1927 il fronte dell’ex collegio gesuitico prospiciente la piazza venne demolito e riedificato su progetto dell’ingegnere sassarese Raffaello Oggiano con un fronte unico in cemento armato ornato da stilemi tardo-rinascimentali.
Il corpo centrale è evidenziato dai tre portali centinati con chiave a mensola in asse coi finestroni del piano superiore che assemblano finestre dal timpano centinato, balaustre a colonnine e mensole in chiave.
Con la ristrutturazione degli interni fu demolita la chiesa di San Giuseppe ricavandone l’androne attuale e proprio in questa occasione venne completato il portico decorato in analogia alla facciata. Si diede inoltre maggiore dignità allo scalone, dotato di balaustra a colonnine, vennero ampliati i locali destinati ad aule e fu realizzata l’attuale Aula Magna, ornata dai dipinti di Mario Delitala.

### Aula Magna

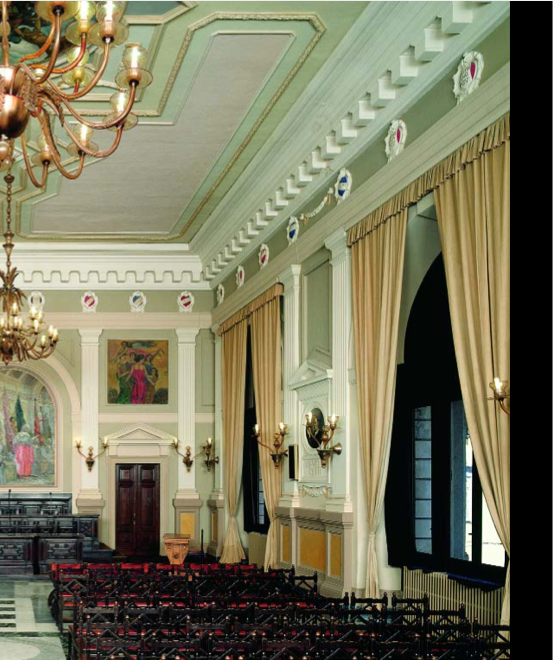
L'Aula Magna vista dall'interno

La decorazione dell'Aula Magna è stata realizzata da Mario Delitala, pittore con notevole esperienza nella decorazione di edifici pubblici, civili e religiosi. Delitala nel 1926 vinse il concorso istituito per assegnare il lavoro di decorazione dell’Aula. Nel 1928 firmò il contratto e iniziò la sua opera, portandola a termine nel 1930.
I dipinti hanno per oggetto avvenimenti riguardanti la storia dell’Università di Sassari e riprendono la forma a tutto sesto delle finestre, per una coerenza formale attentamente studiata.
Nel primo dipinto, La scuola di anatomia del Comune di Sassari, l’ambiente chiuso e poco illuminato della stanza adibita ad aula di anatomia è un chiaro omaggio a Tintoretto e al suo linguaggio pittorico impostato sui contrasti chiaroscurali. La luce in antitesi con l’ombra infatti schiarisce la materia ed evidenzia l’orchestrazione magistrale dei colori.
Il secondo dipinto, collocato nella parete in fondo all’Aula Magna, ha per titolo Il fondatore del primo collegio di studi  e rappresenta li momento culminante in cui Fontana, seduto sulla destra di un tavolo che riunisce gli altri quattro personaggi - a sinistra un gesuita, esecutore testamentario - spiega le sue volontà. Si manifesta la capacità dell’artista nell’accostare e contrapporre i colori: dal giallo all’azzurro al viola alle varie tonalità di rosso.

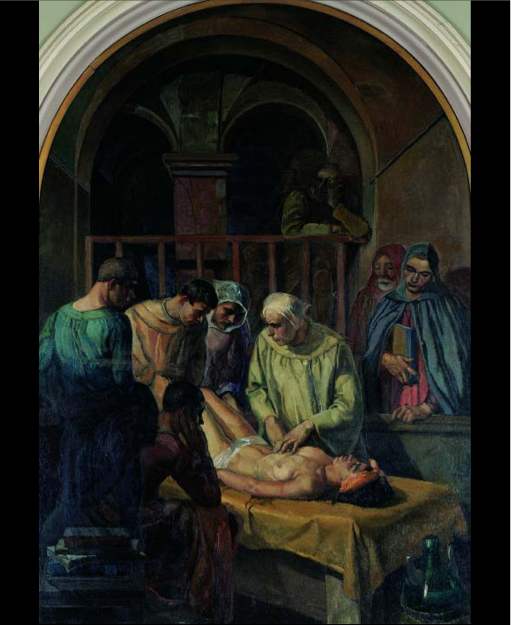
La scuola di anatomia del Comune di Sassari

Il terzo dipinto, Il Comune di Sassari ottiene dalla Cancelleria Regia di Madrid la “Carta Real”, descrive la tappa seguente nella storia dell'Università: nel 1632 il collegio fondato da Fontana viene trasformato in “Studio Generale” vedendo riconosciuti i gradi accademici in filosofia e teologia e al tempo stesso lo stato giuridico di Università di diritto regio. Delitala in questa tela crea una spazialità profonda, di evidente ascendenza veronesiana, attraverso un’intelaiatura architettonica che acquista un ritmo monumentale nella scalinata balaustrata, ai piedi della quale spiccano i due personaggi principali, affiancati ai due lati da altri, esecutori di un atto solenne e decisivo per l’Università di Sassari. Il tutto è sottolineato da effetti cromatici di una fragranza particolare, derivati dalla tradizione cinquecentesca veneziana: la larga pennellata accosta per stacco i diversi colori, avvicendandoli sulla tela in un’orchestrazione ricca, ritmata da effetti di grande luminosità.
Sotto la tela più grande della sala si colloca un’imponente cattedra facente parte del progetto la cui ubicazione è stata ideata sull’esempio di altre Aule magne come quelle di Perugia e di Padova. Tutta la sala è ornata da semplici decorazioni a stucco; Delitala aveva anche progettato dei motivi ornamentali e dei supporti negli inter-pilastri dove in seguito lo stesso inserì i tondi rappresentanti i volti di personaggi illustri e studiosi che avevo contribuito alla fama dell’ateneo: Giovanni Francesco Fara, Luigi Rolando, Giuseppe Manno, Domenico Alberto Azuni, Pasquale Tola, Padre F. Gemelli e Padre F. Cetti.
La decorazione del soffitto è costituita da un dipinto allegorico che raffigura due figure maschili e due femminili, nude e scultoree, costituendo l’Allegoria delle quattro facoltà a quell’epoca presenti nell’Università di Sassari: Giurisprudenza, Veterinaria, Medicina e Farmacia.
Le quattro facoltà erano identificabili dai colori dei nastri, azzurro, verde, rosso e lilla, i quali si dipanano dalle braccia dei personaggi e si avvolgono attorno allo stemma. Anche la porta fu progettata da Delitala con lesene, architrave e timpano in stucchi e pannelli in marmo nei quali furono incisi i nomi dei caduti nella grande guerra 1915-1918.

### Biblioteca
L'origine della biblioteca dellUniversità di Sassari è legata al precedente Collegio gesuitico. È infatti possibile che i primi testi universitari fossero portati a Sassari dai padri gesuiti e da un gesuita sardo, Pietro Spiga, che aveva avuto rapporti stretti con lo stesso Fontana.
In ogni caso, durante i secoli XVI e XVII al Collegio vennero fatte diverse donazioni in beni e in libri. I più antichi probabilmente furono quelli degli arcivescovi di Sassari come Andrea Bacallar che nel 1612 donò al Collegio la parte della propria libreria relativa alla filosofia scolastica. Presso l’Archivio storico dell’Università è conservata una parte di un inventario della libreria del Collegio gesuitico di San Giuseppe nel quale viene riportata la notizia di un lascito di 1.400 lire sarde. In allegato vi è un “quadernillo” che avrebbe dovuto segnalare i libri dati in prestito, quelli scambiati, venduti o comprati. Da un esame dell’inventario appare l’evidente indirizzo culturale della libreria del Collegio, ovvero una raccolta mirata a porre le basi di un’educazione cristiana, costruita sui sacri testi. È evidente inoltre il modello seguito per la costituzione della biblioteca sassarese: quello delineato dal gesuita Antonio Possevino il quale attraverso la sua opera Biblioteca selecta qua agitur de ratione studiorum in Historia, in disciplinis, in salute omnia procurando costituì lo strumento base di un piano inteso a tradurre in pratica la dottrina sancita dal Concilio di Trento.
Dopo la trasformazione del collegio degli studi in università nel 1632 la biblioteca subì un graduale incremento, grazie anche a un provvedimento del 1658 con il quale si potevano introdurre libri nell’isola senza il pagamento di alcun dazio. Nel 1636 intanto era stato inaugurato il nuovo locale destinato alla biblioteca, sovradimensionato rispetto al numero di libri effettivamente disponibili.
Con la riforma del 1765 venne istituita la biblioteca reale dell'Università. A questa biblioteca furono assegnati anche i libri appartenenti ai collegi dei Gesuiti dopo la soppressione dell'ordine nel 1773.
La prima sede ottocentesca della biblioteca universitaria era stata individuata in due stanze situate al primo piano dell’edificio, una dedicata all’esposizione dei libri e l’altra alla sola lettura. Le due sale, pavimentate in ardesia, erano fredde, umide e scarsamente illuminate. Gli orari di apertura erano dalle otto e mezza della mattina fino alle undici e mezza e dalle due del pomeriggio fino alle quattro. Nel maggio del 1837 la biblioteca fu chiusa a causa del crollo del tetto per il quale i lavori durarono circa cinque anni portando alla riapertura nel giugno 1842. In questo anno venne ancora una volta evidenziata la necessità di definire gli inventari, che dovevano infatti riportare il numero d’ordine, il frontespizio dell’opera, il numero dei volumi, l’edizione, il formato e l’indicazione della legatura. Si trattava di un catalogo alfabetico che rimarrà l’unico accesso alla consultazione fino al 1862, anno in cui venne redatta la compilazione definitiva degli inventari e del primo catalogo classificato per materie.

## Facoltà di medicina
A seguito della concessione del privilegio di rilasciare i titoli accademici avvenuta nel 1632 nacque il corso di studi di medicina. Nei primi anni era modellato su quello delle università spagnole e prevedeva solo tre cattedre: de Prima (mattutina), de Visperas (pomeridiana), Instituta.
I primi tre professori della facoltà furono Quirico del Rio, Andrea Vico Guidoni e Gavino Farina. Il primo era anche protomedico del Capo di Sassari e del Logudoro.
Difficile dire quanto fosse continua l’attività del docente e quali fossero i contenuti dei corsi. Stando a quanto stabilito dalle Costituzioni dell’Università di Sassari è probabile che come nelle facoltà di medicina spagnole fosse obbligatoria la lettura di Ippocrate, Galeno e Avicenna e che i professori si alternassero durante il primo semestre invernale nella spiegazione teorico-pratica dell’anatomia, integrata dalla dissezione del cadavere e dalla lettura di testi come Syntagma anatomicum di Johann Vesling. L’anno accademico, per questa facoltà, si chiudeva alla vigilia della festa di S. Giovanni Battista (24 giugno). Le procedure per le prove finali e per il conferimento dei “gradi” erano stabilite dalle Costituzioni: per esservi ammessi gli studenti dovevano dimostrare di aver versato un deposito in denaro che serviva per il timbro, le mance e i guanti dei collegiali. Rispetto alle Facoltà di teologia e di legge, quella di medicina occupava la posizione meno rilevante poiché di più recente istituzione.

## Caratteristiche
L'ateneo ha avuto accesso ai fondi comunitari nell'ambito dell'iniziativa Interreg III, che promuove la cooperazione regionale nell'Unione europea e nelle sue regioni frontaliere.
È attivo, inoltre, un database anagrafe ricerca, ossia un sistema di raccolta che comprende l'elenco dei ricercatori in attività con tutti i loro dati e l'elenco dei temi delle ricerche condotte, delle pubblicazioni e delle conferenze.

## Struttura
L'università è organizzata nei seguenti dipartimenti:
- Agraria
- Architettura, design e urbanistica
- Scienze chimiche, fisiche, matematiche e naturali
- Giurisprudenza
- Medicina veterinaria
- Scienze biomediche
- Scienze economiche e aziendali
- Scienze mediche, chirurgiche e farmacia
- Scienze umanistiche e sociali
- Storia, scienze dell'uomo e della formazione

## Biblioteche
Le Biblioteche di Ateneo sono raggruppate nel Sistema bibliotecario di Ateneo. Raggruppano circa 616.300 unità (monografie antiche e moderne, CD, DVD, film, microfiche, carte geografiche, altri materiali ed annate di periodici), circa 3.750 periodici cartacei tra correnti e cessati, circa 37.000 periodici elettronici a testo pieno, circa 60 banche dati online e oltre 9.000 libri elettronici.
Le Biblioteche sono:
- Biblioteca di Agraria: Viale Italia, 39 Sassari
- Biblioteca di Scienze ambientali e forestali (Nuoro): Loc. "Sa terra mala" - Nuoro
- Biblioteca di Architettura "Fernando Clemente" (Alghero): Complesso Santa Chiara, Piazza Molo, 2 - Alghero
- Centro di Documentazione Europea: Viale Mancini, 1 - Sassari
- Biblioteca di Chimica, Farmacia e Medicina veterinaria: Via Vienna, 2 - 07100 Sassari (Sezione di Chimica e di Medicina Veterinaria), Via Muroni, 23 - Sassari (Sezione di Farmacia)
- Biblioteca Consorzio UNO (Oristano): Via Carmine - Oristano
- Biblioteca di Lettere e Lingue: Via Maurizio Zanfarino, 62 - Sassari
- Biblioteca di Medicina e Chirurgia: Viale San Pietro, 43/B - Sassari
- Biblioteca di Scienze: Via Piandanna, 4 - Sassari
- Biblioteca di Scienze giuridiche "Girolamo Olives": Piazza Università, 21 - Sassari
- Biblioteca di Scienze sociali "Antonio Pigliaru": Viale Mancini, 1 - Sassari
- Biblioteca di Storia: Viale Umberto I, 52 - Sassari

## Rettori
Sono qui riportati i Rettori dell'Università Turritana dal 1843 a oggi:
- 1843-1846 Antonio Maria Marras
- 1846-1854 Giovanni Sulis
- 1855-1860 Antonio Maninchedda
- 1860-1862 Francesco Cossu
- 1863-1865 Paolo Soro
- 1865-1876 Maurizio Reviglio
- 1876-1881 Gian Maria Pisano Marras
- 1881-1883 Giuseppe Silvestrini
- 1883-1886 Pasquale Piga
- 1886-1887 Gian Maria Pisano Marras
- 1887-1889 Antonio Conti
- 1889-1893 Gaetano Mariotti
- 1893-1895 Giacobbe Ravà
- 1895-1896 Giovanni Dettori
- 1896-1898 Giovanni Maria Fiori
- 1898-1908 Giovanni Dettori
- 1908-1916 Angelo Roth
- 1916-1919 Flaminio Mancaleoni
- 1919-1925 Amerigo Filia
- 1926-1930 Giuseppe Castiglia
- 1930-1932 Carlo Vercesi
- 1932-1935 Ludovico Pietro Marogna
- 1935-1943 Carlo Gastaldi
- 1943-1951 Antonio Segni
- 1951-1953 Cataldo Zummo
- 1953-1961 Pasquale Marginesu
- 1962-1968 Sergio Costa
- 1969-1970 Giovanni Pau
- 1970-1971 Giovanni Bo
- 1971-1973 Giovanni Manunta
- 1973-1991 Antonio Milella
- 1991-1997 Giovanni Palmieri
- 1997-2009 Alessandro Maida
- 2009-2014 Attilio Mastino
- 2014-2020 Massimo Carpinelli
- 2020-  Gavino Mariotti

## Controversie
Negli anni duemiladieci alcuni docenti dell'ateneo sono stati coinvolti in un'inchiesta della Procura della Repubblica di Bari denominata Do ut des riguardante presunte irregolarità nei concorsi pubblici per professori ordinari. La stessa indagine, che complessivamente ha riguardato 35 docenti, ha visto coinvolti anche insegnanti di altre Università: l'Università degli Studi di Bari Aldo Moro, l'Università della Valle d'Aosta, l'Università degli Studi di Milano-Bicocca, la Libera Università Mediterranea, l'Università degli Studi di Trento, l'Università degli Studi Roma Tre e l'Università Europea di Roma. L'indagine si è chiusa nel 2017 con decreto di archiviazione in quanto il fatto non sussiste.